# Alejandro Grimaldo
Alejandro „Álex“ Grimaldo García (* 20. September 1995 in Valencia) ist ein spanischer Fußballspieler. Der linke Außenverteidiger steht seit Mitte 2023 bei Bayer 04 Leverkusen unter Vertrag. Zuvor spielte er seit 2016 für Benfica Lissabon.
Seit 2023 ist er Nationalspieler seines Landes. 2024 wurde er Europameister.

## Karriere
Grimaldo begann seine Karriere in der Jugend des FC Valencia und schloss sich 2008 der Jugendabteilung des FC Barcelona an. In der Saison 2011/12 stand er offiziell im Kader der A-Jugend.
Am 4. September 2011 debütierte er im Alter von 15 Jahren für FC Barcelona B. Bei diesem Spiel in der zweiten spanischen Profiliga gewann sein Team 4:0 gegen den FC Cartagena. Er ist damit der jüngste Spieler in der Geschichte der Mannschaft und stellte den Rekord von Haruna Babangida ein, der mit 16 Jahren sein erstes Spiel für die B-Mannschaft bestritt.
In der Segunda División 2012/13 gehörte er bis zu seiner Knieverletzung am 27. Spieltag zu den am häufigsten eingesetzten Spielern seiner Mannschaft (24 Einsätze). Auch in den darauffolgenden Spielzeiten war Grimaldo stets Stammspieler; für einen Pflichtspieleinsatz in der ersten Mannschaft reichte es allerdings nicht. In der Saison 2014/15 war Grimaldo Teil des Champions-League-Kaders, der den Titel gewann.
Zum 1. Januar 2016 wechselte Grimaldo in die portugiesische Primeira Liga zu Benfica Lissabon. Er erhielt einen bis zum 30. Juni 2021 datierten Fünfeinhalbjahresvertrag und kostete 1,5 Mio. Euro Ablöse.
Am 15. Mai 2023 wurde sein ablösefreier Wechsel zu Bayer 04 Leverkusen Mitte 2023 bekannt. In seiner ersten Saison bei Bayer 04 Leverkusen gewann Grimaldo mit der "Werkself" die Bundesliga und den DFB-Pokal und erreichte das Finale der Europa League.
Am 16. November 2023 debütierte er in der spanischen Fußballnationalmannschaft. Beim 3:1-Sieg über Zypern im Rahmen der Qualifikation für die EM 2024 stand er in der Startelf und spielte bis zum Spielende mit.

## Titel und Auszeichnungen

### Nationalmannschaft
- Europameister: 2024
- U19-Europameister: 2012

### Verein
Portugal
(alle Benfica Lissabon)
- Meister (4): 2016, 2017, 2019, 2023
- Pokalsieger: 2017
- Ligapokalsieger: 2016
- Supercupsieger (3): 2016, 2017, 2019

Deutschland
- Meister: 2024 (Bayer 04 Leverkusen)
- Pokalsieger: 2024 (Bayer 04 Leverkusen)
- Supercupsieger: 2024 (Bayer 04 Leverkusen)

### Auszeichnungen
- Nominierung für den Ballon d’Or: 2024 (28. Platz)
- Einstufung als Weltklasse in der Rangliste des deutschen Fußballs: Winter 2023/24
- Spieler des Monats der Fußball-Bundesliga: April 2024
- Wahl in die VDV 11: 2023/24